# Todo tiene su hora
Todo Tiene Su Hora é o décimo terceiro álbum de estúdio do cantor e compositor dominicano Juan Luis Guerra e sua banda 4.40. Foi lançado em 11 de novembro de 2014 pela Capitol Latin e produzido por Juan Luis Guerra e Janina Rosado. Assim como seus álbuns anteriores, o álbum é composto por vários gêneros musicais, como bachata, merengue, salsa e son, mas com instrumentação diferente usada normalmente na música clássica, como cordas e violinos. Guerra descreveu o álbum como "inovador" e explorou letras que vão do amor e romance à consciência social e ao protesto contra a corrupção política. O disco englobava elementos de funk e jazz com merengue e música clássica com bachata.
Foi aclamado pela crítica e ganhou três prêmios no 16º Grammy Latino, incluindo Álbum do Ano e recebeu uma indicação para Melhor Álbum Tropical Latino no 58º Grammy Awards. Em 2016, foi indicado para Álbum do Ano no Prêmio Lo Nuestro e Álbum Tropical do Ano no Billboard Latin Music Awards. O álbum teve três singles oficiais: "Tus Besos", "Todo Tiene Su Hora" e "Muchachita Linda".
Além disso, estreou no topo da Billboard Top Latin Albums e Tropical Albums dos EUA. Também estreou no número 65 da Billboard 200 e alcançou o Top 20 na Espanha e Argentina. Recebeu certificado de platina e ouro na Colômbia, Peru, Costa Rica, Espanha e América Central. O álbum vendeu quase meio milhão de cópias. Para promovê-lo, Guerra embarcou na turnê mundial de sucesso comercial intitulada Todo Tiene Su Hora Tour.

## Faixas
Todas as faixas escritas e compostas por Juan Luis Guerra. 
| N.º | Título                                   | Duração |  |
| 1.  | "Cookies & Cream"                        | 3:30    |  |
| 2.  | "Tus Besos"                              | 3:17    |  |
| 3.  | "Canto a Colombia"                       | 3:13    |  |
| 4.  | "Todo Tiene Su Hora"                     | 3:17    |  |
| 5.  | "Dime Nora Mía"                          | 3:08    |  |
| 6.  | "Para Que Sepas"                         | 2:22    |  |
| 7.  | "El Capitán"                             | 3:14    |  |
| 8.  | "Muchachita Linda"                       | 3:24    |  |
| 9.  | "Todo Pasa"                              | 3:12    |  |
| 10. | "De Moca a París" (Part. Johnny Ventura) | 3:10    |  |